# Ahmôsis II
Pour les articles homonymes, voir Ahmès et Amasis (homonymie).
Ahmôsis II (ou Ahmès II, Iâhmes II, ou encore Amasis, d'après Manéthon) est un pharaon de la XXVIe dynastie (Basse époque de l'Égypte antique), régnant de 571 environ, à 526 av. J.-C.

## Règne
Ahmôsis commandant militaire rebelle égyptien , s'est couvert de gloire, dans l'expédition contre les Kouchites organisée par le pharaon Psammétique II. Après l'expédition désastreuse que son prédécesseur et chef, le nouveau pharaon Apriès, envoie à Cyrène, pour limiter l'expansion grecque en Cyrénaïque, Amasis est mandaté par le pouvoir en place pour tenter d'apaiser les nombreux mécontentements ; mais la foule, au lieu de se calmer, convainc Ahmôsis de renverser Apriès, et de lui succéder comme monarque, ce qu'il fait vers 570 av. J.-C.
Parallèlement, c'est à cette époque que Nabuchodonosor II, roi de Babylone, menace tout le Proche-Orient, au cours de nombreuses campagnes, qui l'ont opposé, entre autres cibles, à Apriès ; ayant déjà attaqué en vain l'Égypte par deux fois, en -601, et sous le règne de ce dernier en 582 av. J.-C., il reçoit plus tard ce pharaon déchu à sa cour, et le place à la tête d'une puissante armée pour essayer de (re)conquérir l'Égypte. Mais, à la bataille finale, en 567 av. J.-C., Ahmôsis II écrase Apriès, et celui-ci est fait prisonnier.
Babylone ayant cependant conquis toute la Judée (de là date l'exil des Juifs à Babylone), Amasis mène alors une politique étrangère radicalement opposée au roi babylonien. À la mort de Nabuchodonosor II, il mène une campagne au Proche-Orient, et va même envahir Chypre, qu'Apriès avait attaquée la dernière année de son règne (570 av. J.-C.) pour se replier en cas d'échec au Liban. C'est donc la première et seule fois, avant les Ptolémée(s), que Chypre se voit administrée par un pharaon égyptien.
Ahmôsis II est alors le maître incontesté de l'Égypte, d'Éléphantine, île en amont du Nil, où il installe une sorte de ghetto pour les Juifs, jusqu'au delta, mais avec une zone d'influence bien plus large, de Napata en Nubie - ce dont il hérite des campagnes militaires de son prédécesseur Psammétique II, voire de la dynastie koushite ayant précédé la leur -, jusqu'à Byblos au Proche-Orient, sans oublier Chypre, du moins jusqu'en 545 av. J.-C. : la renaissance saïte est alors à son apogée, et Ahmôsis II a donc réussi à élever l'Égypte presque au niveau de ce qu'elle était au Nouvel Empire, en étant parti de peu de chose et dans un contexte défavorable.
Son long règne est propice à une intense activité architecturale. Dans le delta du Nil, outre à Saïs et son grand temple de la déesse Neith, dont Ahmôsis II se déclare le fils, dans sa titulature, il fait bâtir un temple à Athribis, et accorde à Naucratis un statut particulier, l'autorisant à fonder et à construire des temples. Il intervient également à Memphis, et procède à l'enterrement d'un Apis, en l'an 23 de son règne, au Sérapéum de Saqqarah. Il fait reconstruire le sanctuaire d'Osiris, en Abydos, et édifie une chapelle dans l'enceinte d'Amon-Rê de Karnak, conjointement avec sa fille Nitocris, qu'il fait adopter par Ânkhnesnéferibrê comme divine adoratrice d'Amon. Au sud de la première cataracte, des traces de son intervention sur l'île de Philæ suggèrent que, dès l'époque saïte, ce lieu sacré avait déjà reçu des monuments dédiés à la grande déesse Isis. Il est également réputé avoir fondé, ou en tout cas agrandi, le temple oraculaire de l'Amon, de l'oasis de Siwa, sanctuaire dont la célébrité ira grandissante par la suite.
Ahmôsis II entretient de bons rapports avec les Grecs. Allié à Cyrène, à Crésus de Lydie, à Polycrate de Samos, il envoie des offrandes à Delphes, et finance la reconstruction du temple d'Apollon, détruit par un incendie en 548 av. J.-C., noue de nombreux contacts avec les cités grecques, et accueille de nouveaux contingents ioniens et cariens. Ayant obligé Chypre à se soumettre à l’Égypte, il dispose aussi d'une flotte commerciale considérable. Son action philhellène ne se limite pas à des actions militaires ou commerciales, car il est réputé avoir invité à sa cour de grands penseurs, philosophes ou mathématiciens grecs, tels Thalès et Pythagore.

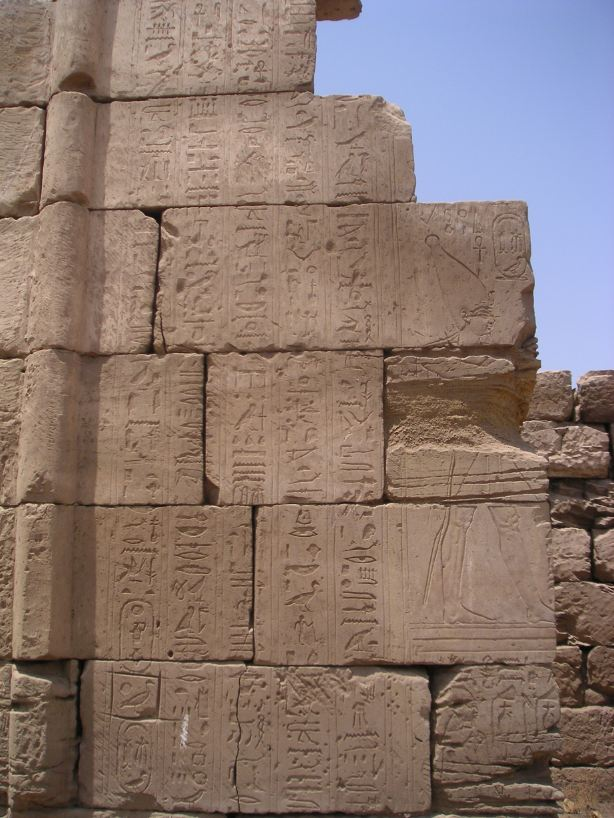
Relief représentant le pharaon Ahmôsis II - Chapelle des divines adoratrices Nitocris Ire et Ânkhnesnéferibrê à Karnak.

S'opposant à l'hégémonie perse, il va jusqu'à s'allier à son mortel ennemi, Babylone, pour les contrer. Cette alliance est officialisée dans un traité entre Babylone, Pharaon (c'est-à-dire lui-même), et Crésus le roi de Lydie. Malgré ses efforts et son réseau d’alliances, même avec l’ancien rival babylonien, il ne peut contenir l’expansion perse et, peu à peu, tous ses appuis disparaissent, à commencer par Crésus, battu par Cyrus, roi des Perses, et finalement Babylone.
Pour alimenter cette subtile politique d'alliances, Amasis fait lever des impôts, notamment en prélevant une part des revenus du clergé, ce qui lui attire une certaine animosité, et la défiance d'une partie importante de la société égyptienne.
Quelques mois avant sa mort, a lieu une bataille perdue par l'Égypte contre les Perses, en 526 av. J.-C., et l'année suivante sera porté le coup fatal et final perse essuyé par son successeur.
Personnage haut en couleur d'origine plébéienne, il fut un souverain novateur et réformateur. Il conçut un grand nombre de lois régissant le droit privé, auxquelles on continua de se référer des siècles plus tard.
Son fils Psammétique III lui succède, de 526 à 525 av. J.-C.

## Sépulture
On sait, par Hérodote, que la tombe d'Amasis était située dans l'enceinte du grand temple de Neith, à Saïs, où l'auteur grec l'aurait vue. Elle aurait été violée par les Perses, à la suite de la victoire de Cambyse sur le fils d'Ahmôsis II, Psammétique III, victoire qui ouvre la première occupation du pays par l'empire achéménide.
De son viatique funéraire, seuls quelques débris d'ouchebtis à son nom sont apparus sur les marchés des antiquités, ou ont été trouvés lors de fouilles sporadiques qui ont eu lieu sur le site de Saïs. L'une de ces statuettes funéraires fragmentaires est exposée au Musée Petrie, à Londres.
Le sarcophage du roi n'a jamais été retrouvé jusqu'à ce jour.

## Dans la culture
Dans Le Taureau blanc, conte philosophique de Voltaire paru en 1774, l'héroïne est la fille d'un pharaon appelé Amasis.
Dans la saga d’Alain Surget « Tirya », Amasis est le père de la jeune Tirya, héroïne de la saga. Dans le tome 1, il est général sous le règne du pharaon Apriès. 